# Emmanuel Petit (tir sportif)
Pour le joueur de football, voir Emmanuel Petit.
Emmanuel Petit, né le 4 décembre 1972 à La Rochelle, est un sportif français pratiquant le tir dans la discipline du skeet olympique. En 2019, il devient champion par équipe en skeet avec Éric Delaunay et Anthony Terras.
Il est policier et licencié à l'Association Tir Plateaux Police à Angliers

## Palmarès

### Championnats du monde
- 1re des championnats du monde par équipes en 2018 (Changwon);

### Jeux méditerranéens
- Jeux méditerranéens de 2022 à Oran :
  -  Médaille d'or en skeet par équipe mixte.